# Davlat Boltaev
Davlat Rustamovich Boltaev (em tajique: Давлат Рустамович Болтаев; Dushanbe, 13 de janeiro de 1999) é um pugilista tajique.

## Carreira
Em janeiro de 2022, em Tashkent, sagrou-se campeão da Ásia entre os jovens (sub-22) na categoria peso até 92 kg, onde derrotou o experiente uzbeque Javohir Togaimurodov nas semifinais por pontos, e na final derrotou Rustam Urusbek. Em novembro de 2022, participou do Campeonato Asiático adulto em Amã na categoria até 92 kg, mas nas quartas de final por pontos perdeu para o jordaniano Ahmad Suleiman Alteimat por decisão dividida. Em outubro de 2023, sagrou-se campeão dos Jogos Asiáticos de Hangzhou, na categoria de peso até 92 kg.
Nos Jogos Olímpicos de Verão de 2024, em Paris, conquistou a medalha de bronze na disputa de peso pesado (até 92 kg).